# Esposizione Nazionale di Belle Arti (1922)
La Exposición Nacional de Bellas Artes de 1922 (en italiano :Esposizione Nazionale di Belle Arti) se celebró en el Museo della Permanente (o Società per le Belle Arti ed Esposizione Permanente) de Milán, Italia.
La exposición no tenía restricciones temáticas y nació con el objetivo de documentar las obras pictóricas más importantes del arte italiano en las dos décadas anteriores a 1900. Buscaba trazar un mapa de los más representativos artistas italianos de ese período.
Se solicitó a los artistas exponer una única obra reciente de cada uno. En muchos casos fueron hechas para la ocasión y exhibidas por primera vez.
Una comisión de comisarios e historiadores del arte, compuesta por las principales personalidades de la Academia de Bellas Artes de Brera, se hizo cargo de la instalación de la exposición y seleccionó a los artistas invitados a participar.
Dos de los artistas participantes fueron Caro Bazzi, con su obra Verso sera (Hacia la tarde), y Giuseppe Mascarini, con Seduzione (Seducción).